# Koberovice
Koberovice település Csehországban, a Pelhřimovi járásban. Koberovice Vojslavice, Humpolec, Senožaty, Želiv, Hojanovice, Kaliště és Jiřice településekkel határos. Lakosainak száma 168 fő (2024. január 1.).

## Népesség
A település lakosságának változását az alábbi diagram mutatja:
| Lakosok száma | 513  | 546  | 461  | 308  | 205  | 151  | 159  | 163  | 157  | 168  |
|               | 1869 | 1890 | 1921 | 1950 | 1980 | 2001 | 2017 | 2019 | 2022 | 2024 |